# Lista de membros da Nippon Kaigi

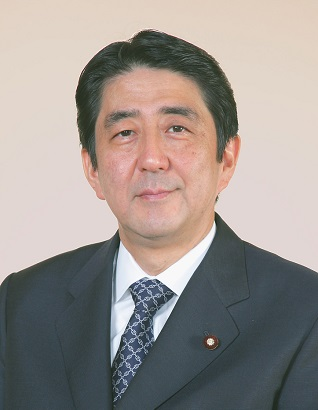
Shinzo Abe (1954–2022)

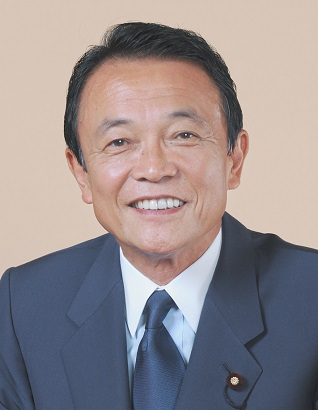
Tarō Asō

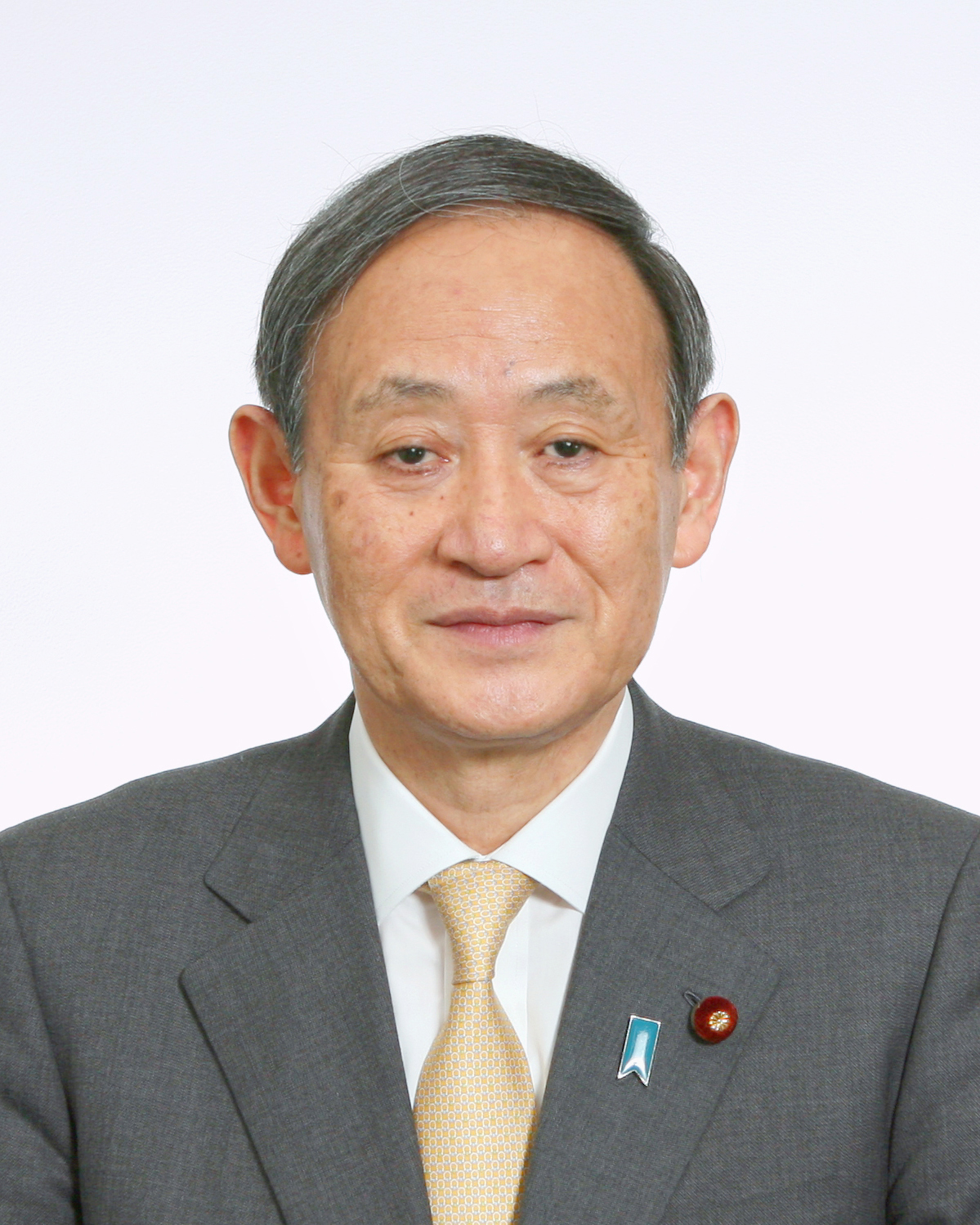
Yoshihide Suga

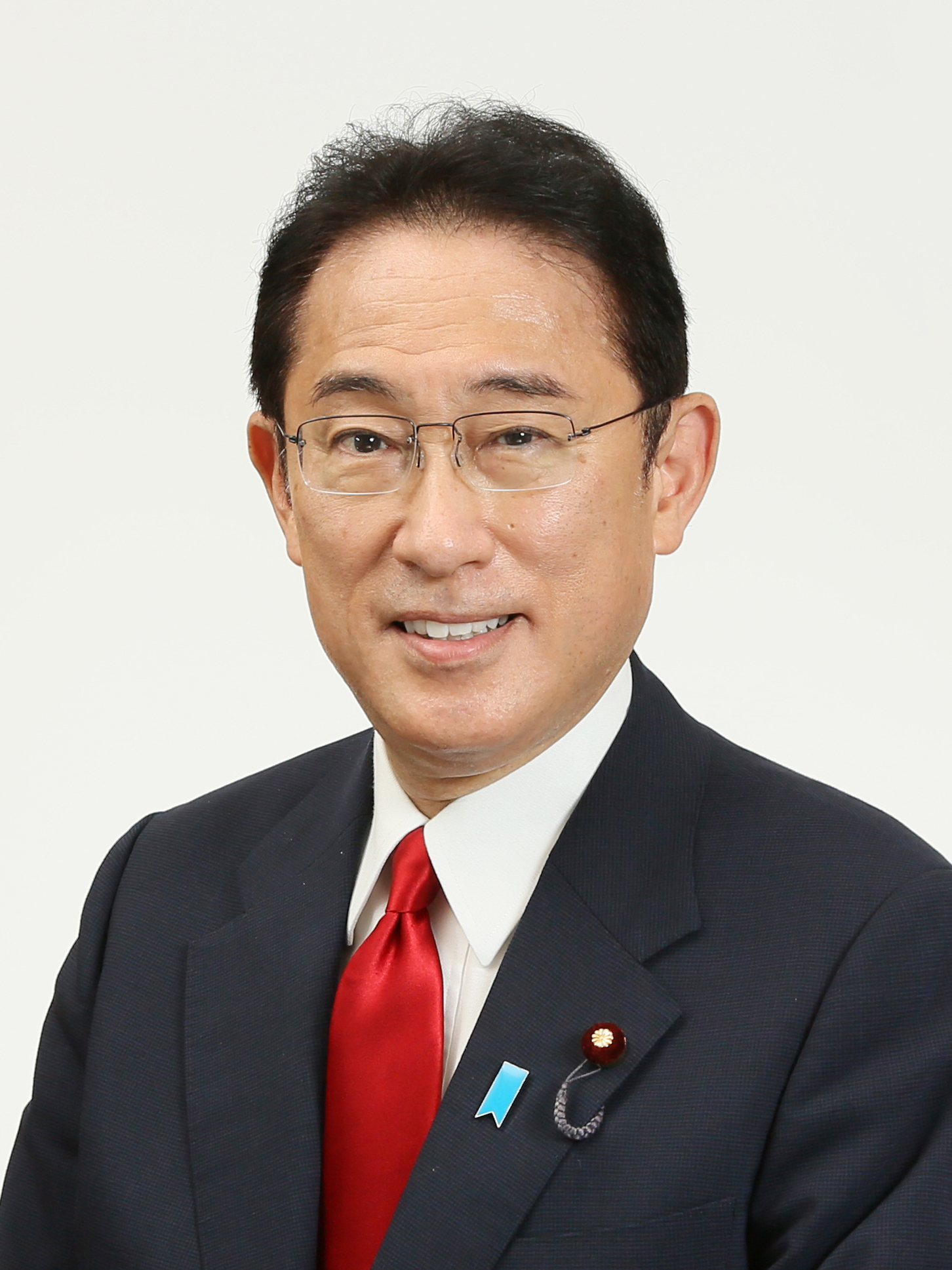
Fumio Kishida

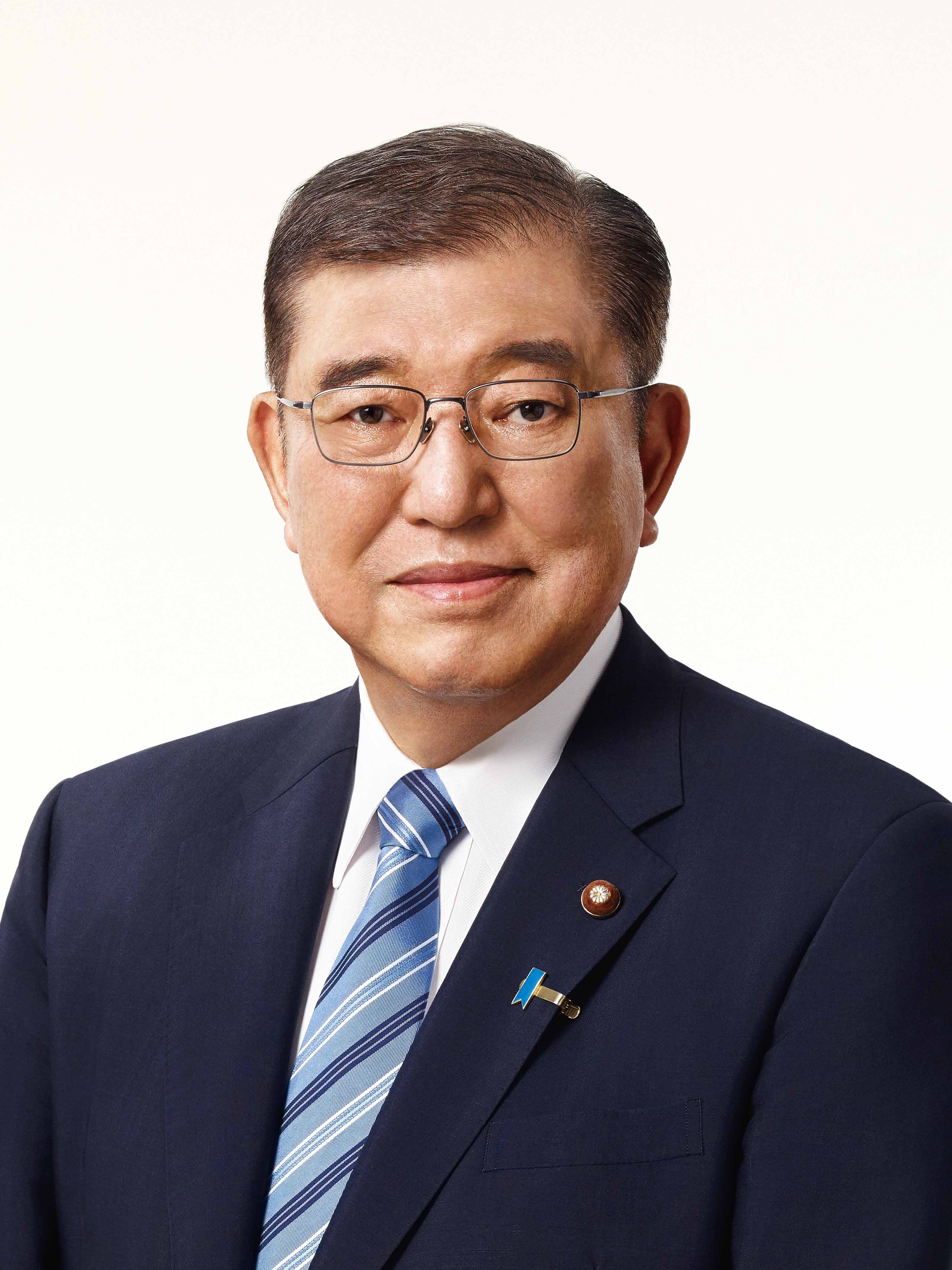
Shigeru Ishiba

Entre os membros, ex-membros e membros de organizações afiliadas da Nippon Kaigi ("Conferência do Japão") estão legisladores, ministros e alguns primeiros-ministros. 

## Membros e afiliados, por perfil

### Primeiros-ministros ou ex-primeiros-ministros
- Shinzō Abe, Partido Liberal Democrático (2006–2007, 2012–2020) [1]
- Tarō Asō, Partido Liberal Democrático (2008–2009) [2]
- Yoshihide Suga, Partido Liberal Democrata (2020–2021) [2]
- Fumio Kishida, Partido Liberal Democrata (2021–2024) [2]
- Shigeru Ishiba, Partido Liberal Democrata (2024–presente) [3]

### Ministros ou ex-ministros
- Akira Amari, Partido Liberal Democrata
- Haruko Arimura, Partido Liberal Democrata[2]
- Akinori Eto, Partido Liberal Democrata[2]
- Kazuhiro Haraguchi, Partido Democrático Constitucional do Japão
- Kunio Hatoyama, Partido Liberal Democrata[2]
- Takeo Hiranuma, Partido Liberal Democrata[4]
- Bunmei Ibuki, Partido Liberal Democrata[5]
- Masahiro Imamura, Partido Liberal Democrata
- Tomomi Inada, Partido Liberal Democrata[6]
- Takeo Kawamura, Partido Liberal Democrata[5]
- Nobuo Kishi, Partido Liberal Democrata[7]
- Yuriko Koike, Partido Liberal Democrata[8]
- Kenji Kosaka, Partido Liberal Democrata[4]
- Fumio Kyūma, Partido Liberal Democrata[5]
- Seiji Maehara, Partido da Inovação do Japão
- Hirokazu Matsuno, Partido Liberal Democrata
- Toshikatsu Matsuoka, Partido Liberal Democrata[5]
- Yoshio Mochizuki, Partido Liberal Democrata[2]
- Eisuke Mori, Partido Liberal Democrata[9]
- Satoshi Morimoto, Independente[5]
- Shoichi Nakagawa, Partido Liberal Democrata[9][4]
- Hirofumi Nakasone, Partido Liberal Democrata[9]
- Gen Nakatani, Partido Liberal Democrata[5]
- Nariaki Nakayama, Partido Liberal Democrata[9]
- Takeshi Noda, Partido Liberal Democrata
- Fukushiro Nukaga, Partido Liberal Democrata[5]
- Itsunori Onodera, Partido Liberal Democrata[5]
- Hidehisa Otsuji, Partido Liberal Democrata[5]
- Hakubun Shimomura, Partido Liberal Democrata[2]
- Yoshitaka Shindō, Partido Liberal Democrata
- Yasuhisa Shiozaki, Partido Liberal Democrata[2]
- Shun'ichi Suzuki, Partido Liberal Democrata[5]
- Sanae Takaichi, Partido Liberal Democrata[2]
- Wataru Takeshita, Partido Liberal Democrata[2]
- Sadakazu Tanigaki, Partido Liberal Democrata[5]
- Shunichi Yamaguchi, Partido Liberal Democrata[2]
- Eriko Yamatani, Partido Liberal Democrata[2]

### Líderes da Nippon Kaigi

#### Presidentes de honra
- Toru Miyoshi (1927–2023) – O terceiro presidente, ex-presidente do Supremo Tribunal do Japão

#### Presidentes
- Koichi Tsukamoto (1997–1998) – também fundador da Wacoal.
- Kosaku Inaba (1998–2001) – ex-presidente da Ishikawajima-Harima Heavy Industries Co., chefe da Câmara de Comércio e Indústria do Japão
- Toru Miyoshi (2001–2015) – ex-presidente do Supremo Tribunal do Japão
- Tadae Takubo (2015–2024) – Crítico diplomático, Professor Emérito, Universidade Kyorin

#### Vice-presidentes
- Aiko Anzai - vocalista e política
- Ichiro Aisawa – ex-vice-ministro sênior de Relações Exteriores – membro da Dieta – Presidente do Comitê de Regras e Administração da Câmara dos Representantes – vice-presidente da Associação Parlamentar Escoteira do Japão
- Shiro Odamura – Presidente da MEISEISHA Co., Ltd, ex-diretor da Universidade Takushoku, também chefe da Associação dos Amigos de Lee Teng-hui.
- Koichiro Ishii – ex-presidente da Bridgestone Cycle Corp.
- Keiichiro Kobori – Professor Emérito, Universidade de Tóquio
- Kenko Matsuki - político[5]
- Tsunekiyo Tanaka - Presidente da Associação dos Santuários Xintoístas, sacerdote-chefe de Iwashimizu Hachimangū .

#### Conselheiros
A presença de sacerdotes-chefes xintoístas, alguns com sangue imperial, é consistente com o objetivo da Nippon Kaigi de restaurar o status de Deus xintoísta do Imperador do Japão.
- Michihisa Kitashirakawa – Sumo Sacerdote do Grande Santuário de Ise e bisneto do Imperador Meiji
- Sangmu Takatsukasa (Naotake Takatsukasa) – Sumo Sacerdote do Grande Santuário de Ise, filho adotivo da princesa Kazuko Takatsukasa
- Sadahiro Hattori – Sumo Sacerdote Honorário do Santuário Iwazu Tenmangu
- Eshin Watanabe – Sacerdote-chefe do Templo Enryaku-ji, Sacerdote Supremo da Denominação Budista Tendai, Presidente Honorário da Conferência Japonesa de Representantes Religiosos (JCRR)

#### Secretário-Geral
Yuzo Kabashima – Presidente da Nippon Kyogikai (Conselho do Japão)

#### Pessoa-chave
Iwao Andoh – Professor do Novo Pensamento Seicho-no-Ie ("Casa do Crescimento")

## Membros e afiliados, por nome
(Em itálico, já listado acima)

### A
- Shinzō Abe (1954–2022) (Primeiro Ministro)
- Masashi Adachi (Partido Liberal Democrático) [10] [11]
- Yoichi Anami (Partido Liberal Democrático) [10] [11]
- Aiko Anzai (vice-presidente, Nippon Kaigi) – vocalista e política
- Jiro Aichi (Partido Liberal Democrático) [10] [11]
- Ichiro Aisawa (Vice-presidente, Nippon Kaigi) – ex-vice-ministro sênior de Relações Exteriores – membro da Dieta – presidente do Comitê de Regras e Administração da Câmara dos Representantes – vice-presidente da Associação Parlamentar Escoteira do Japão
- Masaaki Akaike (Partido Liberal Democrático – membro da Câmara dos Representantes na Dieta)
- Kyotoku Akimoto (Representante, Shinsei Bukkyo – seita budista – membro do Comitê Representativo da Nippon Kaigi)
- Tsukasa Akimoto (Partido Liberal Democrático – membro da Câmara dos Conselheiros na Dieta)
- Akira Amari (Ministro) [10] [11]
- Kazuhiko Aoki (Partido Liberal Democrático) [10] [11]
- Kazuo Aoyagi (Diretor executivo, Reiyūkai – membro do Comitê Representativo da Nippon Kaigi)
- Shuhei Aoyama (Partido Liberal Democrático) [10] [11]
- Eiko Araki (Parte de uma delegação de 41 membros do Nippon Kaigi de Tóquio que foi para Saipan em 2005) [12]
- Haruko Arimura (Ministro) [10] [11]
- Hiroshi Ando (Partido Liberal Democrático) [10] [11]
- Tarō Asō (Vice-primeiro-ministro, Ministro das Finanças)
- Toru Azuma (Nippon Ishin no Kai) [10] [11]

### C
- Nobuaki Chosokabe (Presidente do Sinseiren / Shinto Seiji Renmei Kokkai Giin Kondankai / Liga Política Xintoísta / Associação Xintoísta de Liderança Espiritual / 神道政治連盟国会議員懇談会 - Sumo Sacerdote, Santuário Iyozuhikonomikoto - membro do Comitê Representativo da Nippon Kaigi)

### E
- Tōru Doi (Partido Liberal Democrático – membro da Câmara dos Representantes na Dieta)

- Yoshihiko Ebihara (Ex-vice-diretor do Gabinete do Primeiro Ministro – Ex-membro da Câmara dos Conselheiros – Keidanren, pensão militar – membro do Comitê Representativo de Nippon Kaigi)
- Takashi Endo (Nippon Ishin no Kai) [10] [11]
- Akinori Eto (Ministro)
- Seiichi Eto (Partido Liberal Democrático – membro da Dieta)
- Seishiro Eto (Partido Liberal Democrático) [10] [11]
- Taku Etō (Partido Liberal Democrático – membro da Câmara dos Representantes na Dieta)
- Michio Ezaki (antigo editor-chefe, Sokoku to seinen (Pátria e juventude), autor ou coautor de 'Japão e Coreia: espíritos afins há 2000 anos', 'O alegado "massacre de Nanquim"', 'A refutação do Japão às alegações forjadas da China', 'O mundo julga os julgamentos de Tóquio', 'Redes antijaponesas arrastam o Japão para um atoleiro - pesquisador sênior na Nippon Kaigi, pesquisa política)

### F
- Keiji Furuya (Partido Liberal Democrático, membro da Dieta – Comissário Nacional de Segurança Pública)

### G
- Pema Gyalpo (cientista político, primeiro membro não japonês)

### H
- Koichi Hagiuda (Partido Liberal Democrata – Membro da Dieta)
- Kazuhiro Haraguchi (Ministro)
- Gaku Hashimoto (Partido Liberal Democrático – membro da Câmara dos Representantes na Dieta)
- Seiko Hashimoto (Partido Liberal Democrata - ex-membro da Câmara dos Vereadores, Presidente do Comitê Organizador de Tóquio 2020)
- Kunio Hatoyama (Ministro)
- Sadahiro Hattori (Conselheiro, Nippon Kaigi)
- Motoo Hayashi (Partido Liberal Democrático – membro da Câmara dos Representantes na Dieta)
- Takeo Hiranuma (Ministro)
- Katsuei Hirasawa (Ministro) [13]

### I
- Tatsunori Ibayashi (Partido Liberal Democrata)[10][11]
- Bunmei Ibuki (Ministro)[10][11]
- Takumi Ihara (Partido Liberal Democrata)[10][11]
- Kazuo Ijiri (Author, ex-Diretor do Instituto de Identidade Japonesa – Presidente do Conselho, Instituto Japonês de Fundamentos Nacionais – membro do Comitê Representativo da Nippon Kaigi)
- Michitaka Ikeda (Partido Liberal Democrata)[10][11]
- Yoshitaka Ikeda (Partido Liberal Democrata)[10][11]
- Soichiro Imaeda (Partido Liberal Democrata)[10][11]
- Masahiro Imamura (Ministro)[10][11]
- Hiroshi Imazu (Partido Liberal Democrata)[10][11]
- Kosaku Inaba (2° Presidente da Nippon Kaigi)
- Tomomi Inada (Partido Liberal Democrata – Membro da Dieta)[10][11]
- Reiho Inayama (Sacerdote-chefe da Denominação Budista Nenpou Shinkyou – membro do Comitê Representativo da Nippon Kaigi)
- Hidetaka Inoue (Nippon Ishin no Kai)[10][11]
- Shinji Inoue (Partido Liberal Democrata – Membro da Dieta)[10][11]
- Takahiro Inoue (Partido Liberal Democrata)[10][11]
- Yoshiyuki Inoue (Independent)[10][11]
- Shigeru Ishiba (Primeiro-ministro)[10][11]
- Hirotaka Ishihara (Partido Liberal Democrata)[10][11]
- Shintaro Ishihara, Partido da Restauração do Japão (ex-governador de Tóquio – Diretor, Instituto Japonês de Fundamentos Nacionais – membro do Comitê Representativo da Nippon Kaigi)
- Junichi Ishii (Partido Liberal Democrata)[10][11]
- Masahiro Ishii (Partido Liberal Democrata)[10][11]
- Koichiro Ishii (Vice President, Nippon Kaigi)
- Takashi Ishizeki (Democratic Party)[10][11]
- Yoshihiko Isozaki (Partido Liberal Democrata)[10][11]
- Yosuke Isozaki (Partido Liberal Democrata)[10][11]
- Tadashi Itagaki (Partido Liberal Democrata – filho do General Seishiro Itagaki – um representante da Câmara Baixa - "uma figura importante na promoção de visitas oficiais de primeiros-ministros ao (santuário Yasukuni - membro do Comitê Representativo da Nippon Kaigi)
- Kenichi Itō (analista político e ex-diplomata – Presidente e CEO do Japan Forum on International Relations, Inc., Vice-Presidente do Apoio Mundial ao Desenvolvimento, Presidente e CEO do Conselho da Comunidade do Leste Asiático, Presidente e CEO do Fórum Global de Japão, Professor Emérito da Universidade Aoyama Gakuin, ex-Diretor da Primeira Divisão do Sudeste Asiático no Ministério das Relações Exteriores do Japão – membro do Comitê Representativo da Nippon Kaigi)
- Yoshitaka Ito (Partido Liberal Democrata)[10][11]
- Shigeki Iwai (Partido Liberal Democrata – membro, House of Councillors)
- Kazuchika Iwata (Partido Liberal Democrata)[10][11]
- Takeshi Iwaya (Partido Liberal Democrata – membro da Dieta.[10][11]

### K
- Yasushi Kaneko (Partido Liberal Democrata – membro da Câmara dos Representantes na Dieta)
- Hideaki Kase (um crítico diplomático e filho do diplomata da Segunda Guerra Mundial Toshikazu Kase – Presidente da Sociedade para a Divulgação de Fatos Históricos – membro do Comitê Representativo da Nippon Kaigi)
- Katsunobu Katō (Partido Liberal Democrata – membro da Casa dos Representantes na Dieta)
- Sato Kazuo (Professor Emeritus, Aoyama Gakuin University – International Law – membro of Nippon Kaigi representative committee)
- Yoshio Keino (Presidente, da Associação de Professores do Japão – Professor na Universidade Internacional de Heise)
- Minoru Kihara (Partido Liberal Democrata – membro da Casa dos Representantes na Dieta)
- Seiji Kihara (Partido Liberal Democrata – membro da Casa dos Representantes na Dieta)
- Yoshio Kimura (Partido Liberal Democrata – membro da Casa dos Representantes na Dieta)
- Nobuo Kishi (Ex-Ministro – irmão de Shinzō Abe e neto de Nobusuke Kishi)
- Fumio Kishida (current Prime Minister)
- Shigeo Kitamura (Partido Liberal Democrata – membro da Casa dos Representantes na Dieta)
- Yasumitsu Kiuchi (Commissioner General of the National Police Agency – Representative Committee, Nippon Kaigi – Father of Minoru Kiuchi, Parliamentary Vice-Minister of Foreign Affairs – membro of Nippon Kaigi representative committee)
- Takeo Kawamura (Minister)
- Keiichiro Kobori (Vice President, Nippon Kaigi)
- Kazuo Kogushi (Chief Priest, Atsuta Shrine – membro of Nippon Kaigi representative committee)
- Yuriko Koike (Minister)
- Kenji Kosaka (Minister)
- Kishō Kurokawa (1934–2007 – architect and one of the founders of the Metabolist Movement)
- Muneharu Kurozumi (Chief Patriarch of Kurozumikyō, a cult that worships the rising sun – membro of Nippon Kaigi representative committee)
- Fumio Kyūma (Minister)

### M
- Akihisa Nagashima (Partido Democrático do Japão – membro da Câmara dos Representantes na Dieta)
- Tadayoshi Nagashima (Partido Liberal Democrático – membro da Câmara dos Representantes na Dieta)
- Shoichi Nakagawa (Ministro)
- Hiroshi Nakai (Ministro)
- Hirokazu Nakaima (ex-governador de Okinawa )
- Hirofumi Nakasone (Ministro)
- Gen Nakatani (Ministro)
- Nariaki Nakayama (Ministro)
- Yasuhide Nakayama (Partido Liberal Democrático – membro da Câmara dos Representantes na Dieta)
- Kyoko Nishikawa (Partido Liberal Democrático – Membro da Dieta)
- Shingo Nishimura (Independente – membro da Câmara dos Representantes na Dieta – expulso do partido de Toru Hashimoto por dizer que o Japão está cheio de prostitutas coreanas   )
- Yasutoshi Nishimura (Partido Liberal Democrático – membro da Câmara dos Representantes na Dieta)
- Takeshi Noda (Ministro)
- Kotaro Nogami (Ministro) [13]
- Fukushiro Nukaga (Ministro) – também ex-chefe da Agência de Defesa

### N
- Akihisa Nagashima (Partido Democrático do Japão – membro da Câmara dos Representantes na Dieta)
- Tadayoshi Nagashima (Partido Liberal Democrático – membro da Câmara dos Representantes na Dieta)
- Shoichi Nakagawa (Ministro)
- Hiroshi Nakai (Ministro)
- Hirokazu Nakaima (ex-governador de Okinawa)
- Hirofumi Nakasone (Ministro)
- Gen Nakatani (Ministro)
- Nariaki Nakayama (Ministro)
- Yasuhide Nakayama (Partido Liberal Democrático – membro da Câmara dos Representantes na Dieta)
- Kyoko Nishikawa (Partido Liberal Democrático – Membro da Dieta)
- Shingo Nishimura (Independente – membro da Câmara dos Representantes na Dieta – expulso do partido de Toru Hashimoto por dizer que o Japão está cheio de prostitutas coreanas )
- Yasutoshi Nishimura (Partido Liberal Democrático – membro da Câmara dos Representantes na Dieta)
- Takeshi Noda (Ministro)
- Kotaro Nogami (Ministro) [13]
- Fukushiro Nukaga (Ministro) – também ex-chefe da Agência de Defesa

- Takao Ochi (Partido Liberal Democrata, Casa dos Representantes)[10][11]
- Shiro Odamura (Vice Presidente, Nippon Kaigi)
- Kiyoshi Odawara (Partido Liberal Democrata, Casa dos Representantes)[10][11]
- Masanobu Ogura (Partido Liberal Democrata, Casa dos Representantes)[10][11]
- Hideo Ohnishi (Partido Liberal Democrata, Casa dos Representantes)[10][11]
- Hiroyuki Ohnishi (Partido Liberal Democrata)[10][11]
- Keitaro Ohno (Partido Liberal Democrata)[10][11]
- Fusae Ohta (Casa dos Conselheiros, ex-governador de Osaka)[10][11]
- Satoshi Oie (Partido Liberal Democrata)[10][11]
- Yasuhiko Ōishi (1922–2014 – Economista, Professor Emérito, Universidade de Tóquio – membro do Comitê Representativo da Nippon Kaigi)
- Hiroshi Okada (Partido Liberal Democrata)[10][11]
- Keishu Okada (filha de Yoshikazu Okada, que fundou o culto Mahikari, ela fundou o culto Sukyo Mahikari que diz que Adolf Hitler e a Segunda Guerra Mundial tiveram a bença do Deus Criador – membro do Comitê Representativo da Nippon Kaigi)
- Seiho Okano (Líder do culto Gedatsu-kai– Presidente do Shinshuren, a Federação de Novas Organizações Religiosas do Japão – membro do Comitê Representativo da Nippon Kaigi.)[5]
- Shohei Okashita (Partido Liberal Democrata)[10][11]
- Hisahiko Okazaki (1930–2014 – diplomat, director of the Okazaki Institute)
- Kazuhide Okuma (Partido Liberal Democrata)[10][11]
- Shinsuke Okuno (Partido Liberal Democrata)[10][11]
- Asako Omi (Partido Liberal Democrata of Japan - membro of the Casa dos Representantes)[10][11]
- Makoto Oniki (Partido Liberal Democrata – membro of the Casa dos Representantes at the Diet)[10][11]
- Kiyoko Ono (Ministro e presidente da Comissão de Segurança Nacional.
- Hiroo Onoda (oficial da inteligência do Exército Imperial Japonês que recusou se render após a Segunda Guerra Mundial, escondendo-se nas Filipinas até 1974 – membro do Comitê Representativo da Nippon Kaigi.)
- Itsunori Onodera (Ministro)
- Toshitaka Ooka (Partido Liberal Democrata)[10][11]
- Hidehisa Otsuji (Ministro) – membro do Comitê Representativo da Nippon Kaigi[10][11]
- Tadamori Oshima (Partido Liberal Democrata)[10][11]
- Taku Otsuka (Partido Liberal Democrata)[10][11]
- Takashi Otsuka (Partido Liberal Democrata)[10][11]
- Yasuhiro Ozato (Partido Liberal Democrata)[10][11]

### R
- Hirofumi Ryu (Partido Democrático do Japão – membro da Câmara dos Representantes na Dieta)

### S
- Shoichi Saeki (Professor Emérito, Universidade de Tóquio – crítico literário – membro do Comitê Representativo da Nippon Kaigi)
- Tetsushi Sakamoto (Partido Liberal Democrático – membro da Câmara dos Representantes na Dieta)
- Yoshitaka Sakurada (Partido Liberal Democrático, membro da Câmara dos Representantes na Dieta)
- Yoshiko Sakurai (Jornalista, apresentadora de TV e escritora – Presidente, Instituto Japonês de Fundamentos Nacionais)
- Akiko Santo (Partido Liberal Democrata – membro da Câmara dos Conselheiros na Dieta – ex-atriz)
- Noritaka Sekiguchi (presidente e filho dos fundadores do culto Bussho Gonenkai Kyōdan – membro do Comitê Representativo da Nippon Kaigi)
- Masayuki Shibuki (Presidente, Kohken Co. Ltd – membro do Comitê Representativo da Nippon Kaigi)
- Atsushi Shima (Chefe do Estado-Maior, Força de Autodefesa do Governo Japonês – General – membro do Comitê Representativo do Nippon Kaigi)
- Yoshiko Shima (Presidente, Asahi Photos News Inc. – membro do Comitê Representativo da Nippon Kaigi)
- Hakubun Shimomura (Ministro)
- Yoshitaka Shindō (Ministro)
- Sadanoyama Shinmatsu (nome real Shinmatsu Ichikawa – ex-lutador de sumô, yokozuna, e chefe da Associação Japonesa de Sumô – membro do Comitê Representativo da Nippon Kaigi)
- Yasuhisa Shiozaki (Ministro)
- Hiroyuki Sonoda (Partido Liberal Democrático – membro da Câmara dos Representantes na Dieta)
- Tenkoko Sonoda (Partido Liberal Democrático – membro da Dieta – viúva do ex-ministro das Relações Exteriores Sunao Sonoda – membro do Comitê Representativo do Nippon Kaigi)
- Hansō Sōshitsu (o 15º de uma série de mestres de chá japoneses da família Urasenke – membro do Comitê Representativo da Nippon Kaigi)
- Yoshihide Suga (Ministro e Ex-Primeiro-Ministro)
- Isshu Sugawara (Partido Liberal Democrático – membro da Câmara dos Representantes na Dieta)
- Iwao Sumoge (Presidente da Densho Engineering Co., Ltd – membro do Comitê Representativo da Nippon Kaigi)
- Shun'ichi Suzuki (Ministro)

### T
- Takemoto Tadao (Professor Emérito, Universidade de Tsukuba – crítico religioso, político e literário especializado em literatura francesa – coautor de 'O Suposto " Massacre de Nanquim": A Refutação do Japão às Alegações Forjadas da China' – membro do Comitê Representativo do Nippon Kaigi)
- Sanae Takaichi (Ministra)
- Irie Takanori (Professor Emérito, Universidade Meiji – membro do Comitê Representativo da Nippon Kaigi)
- Harunobu Takashiro (Sacerdote Chefe, Grande Santuário de Ise – membro do Comitê Representativo da Nippon Kaigi)
- Sangmu Takatsukasa (Naotake Takatsukasa) (Conselheiro, Nippon Kaigi)
- Kakuchō Take (Sacerdote Chefe, mosteiro Hieizan Enryakuji / Enryaku-ji Tendai – membro do Comitê Representativo da Nippon Kaigi)
- Wataru Takeshita (Ministro)
- Ryota Takeda (Partido Liberal Democrático – membro da Câmara dos Representantes na Dieta)
- Naokazu Takemoto (Partido Liberal Democrático – membro da Câmara dos Representantes na Dieta)
- Sonkyo Takito (Takifuji Takashikyo) (1922–2010 – 105º sacerdote superintendente do Templo Shitennoji – membro do Comitê Representativo da Nippon Kaigi)
- Tadae Takubo (Professor Emérito, Universidade Kyorin – Vice-Presidente, Instituto Japonês de Fundamentos Nacionais – membro do Comitê Representativo do Nippon Kaigi)
- Toshio Tamogami (antigo Chefe do Estado-Maior da Força Aérea de Autodefesa do Japão)
- Norihisa Tamura (Partido Liberal Democrático – Ministra da Saúde, Trabalho e Bem-Estar) [13]
- Hiro Tanaka (Sacerdote Chefe, Santuário Meiji Jingu )
- Sadakazu Tanigaki (Ministro)
- Tsunekiyo Tanaka (vice-presidente, Nippon Kaigi)
- Minoru Terada (Partido Liberal Democrático – membro da Câmara dos Representantes na Dieta)
- Taizō Terashima (18º Presidente, Conselho do Estado-Maior Conjunto, Força de Autodefesa do Japão – Chefe do Estado-Maior, Força de Autodefesa Terrestre do Japão – Ordem do Tesouro Sagrado, 2004 – membro do Comitê Representativo do Nippon Kaigi)
- Yasuhisa Tokugawa (sacerdote-chefe, Santuário Yasukuni – bisneto de Tokugawa Yoshinobu, o último shōgun – membro do Comitê Representativo da Nippon Kaigi)
- Koichi Tsukamoto (Presidente, Nippon Kaigi)

### U
- Keiichiro Uchino (CEO da Uchino, um escritório de advocacia – Presidente da filial de Tóquio Nakano da Nippon Kaigi – Organizou uma festa em novembro de 2013 para celebrar o gabinete de Shinzō Abe, onde a Bandeira Imperial do Sol Nascente foi hasteada, o "Kimigayo" foi cantado e a promessa de "romper com o regime do pós-guerra" foi renovada.[14]
- Kazuo Uemura (Instituto de Cultura e Nacionalidade Japonesa / Kokubunken – membro do Comitê Representativo do Nippon Kaigi)
- Kenichiro Ueno (Partido Liberal Democrático – membro da Câmara dos Representantes na Dieta)
- Michiko Ueno (Partido Liberal Democrático) [10] [11]
- Yasuto Urano (Nippon Ishin no Kai) [10] [11]
- Tadanobu Usami (Presidente do sindicato UI Zensen Domei – RENGO – membro do Comitê Representativo da Nippon Kaigi)
- Takashi Uto (Partido Liberal Democrático) [10] [11]
- Tetsuhiko Utsunomiya (Presidente da Nikka Corp – membro do Comitê Representativo da Nippon Kaigi)

### W
- Eshin Watanabe (Conselheiro, Nippon Kaigi)
- Shōichi Watanabe (estudioso inglês conhecido por suas posições extremistas)
- Yoshimi Watanabe (membro do "Seu Partido" – membro da Câmara dos Representantes na Dieta)

### Y
- Hiroshi Yamada (Secretário-Geral, Partido para as Gerações Futuras – membro da Dieta)
- Daishiro Yamagiwa (Partido Liberal Democrático – membro da Câmara dos Representantes na Dieta)
- Shunichi Yamaguchi (Ministro)
- Koichi Yamamoto (Partido Liberal Democrático – membro da Câmara dos Representantes na Dieta)
- Tomohiro Yamamoto (Partido Liberal Democrático – membro da Câmara dos Representantes na Dieta)
- Eriko Yamatani (Ministra, presidente do Comitê Nacional de Segurança Pública)
- Masaaki Yamazaki (Partido Liberal Democrático – membro da Dieta)
- Kazuhiro Yoshida (Parte de uma delegação de 41 membros do Nippon Kaigi de Tóquio que foram para Saipan em 2005) [12]
- Teruki Yoshioka (Chefe da filial Nippon Kaigi Fukuoka  )